# Twan Castelijns
Twan Castelijns (Eindhoven, 23 de enero de 1989) es un ciclista neerlandés que fue profesional entre 2014 y 2017.
En noviembre de 2017 anunció su retirada después de no haber encontrado equipo con el que competir en 2018.

## Palmarés
No consiguió ninguna victoria como profesional.

## Resultados en Grandes Vueltas
| Carrera | Carrera         | 2014 | 2015 | 2016  | 2017  |
| ------- | --------------- | ---- | ---- | ----- | ----- |
|         | Giro de Italia  | —    | —    | 114.º | 130.º |
|         | Tour de Francia | —    | —    | —     | —     |
|         | Vuelta a España | —    | —    | —     | —     |

—: no participa

Ab.: abandono